# 英山戰鬥 (國軍內戰)
英山戰鬥發生於1929年3月25日，地點則是在中國鄂東一帶，是國民革命軍內部所發生的內戰戰鬥之一。英山戰鬥的交戰雙方，一方為中央軍部，另一方為武漢軍部。